# Immunonutrizione
L'immunonutrizione è una branca della medicina, che studia il rapporto diretto tra cibo e modulazione della risposta immunitaria.
In linea generale, la risposta immunitaria indotta dal cibo può essere sia di tipo protettivo - con stimolazione del sistema immunitario a difesa dell'organismo  - o di tipo dannoso se induce una avversa risposta immunitaria.
L'interazione tra cibo e sistema immunitario si svolge soprattutto a livello intestinale dove è il microbiota intestinale a regolare l'attività immunomodulante. A loro volta i nutrienti regolano la funzione del microbiota che diventa in grado di generare metaboliti che, a seconda dei casi, generano una risposta anti-infiammatoria o pro-infiammatoria.